# Kitakyushu Manga Museum
Le Kitakyushu Manga Museum (北九州市漫画ミュージアム, Kitakyūshū-shi Manga Myūjiamu) est un musée situé à Kitakyūshū, dans la préfecture de Fukuoka au Japon. Il est dédié à l'art du manga et présente le travail d'artistes liés à Kitakyūshū, en particulier Leiji Matsumoto.

## Histoire
Le Kitakyushu Manga Museum a été inauguré en août 2012, dans le cadre d'un projet municipal visant à revitaliser le quartier de Kokura et à promouvoir la culture manga comme un atout touristique. La ville de Kitakyūshū, connue pour son passé industriel, a cherché à diversifier son image en mettant en avant son lien avec des mangakas célèbres originaires de la région, tels que Leiji Matsumoto, créateur de Galaxy Express 999 et Capitaine Albator  ou Ikki Kajiwara, auteur d'Ashita no Joe.

## Collections
La collection permanente du musée comprend :
- un espace dédié à Leiji Matsumoto,
- des expositions présentant le processus de création d'un manga ("Les sept merveilles du manga"), l'histoire du manga depuis la fin de la Seconde Guerre mondiale ("Manga Time Tunnel"), et la relation entre le manga et la ville de Kitakyūshū ("Kitakyushu: Manga City").
- une reconstitution du bureau de Sekiya Hisashi,
- Une bibliothèque de 70 000 mangas, accessible au public, avec des œuvres allant des années 1950 aux publications récentes.

Plusieurs salles sont réservées aux expositions temporaires et évènements.

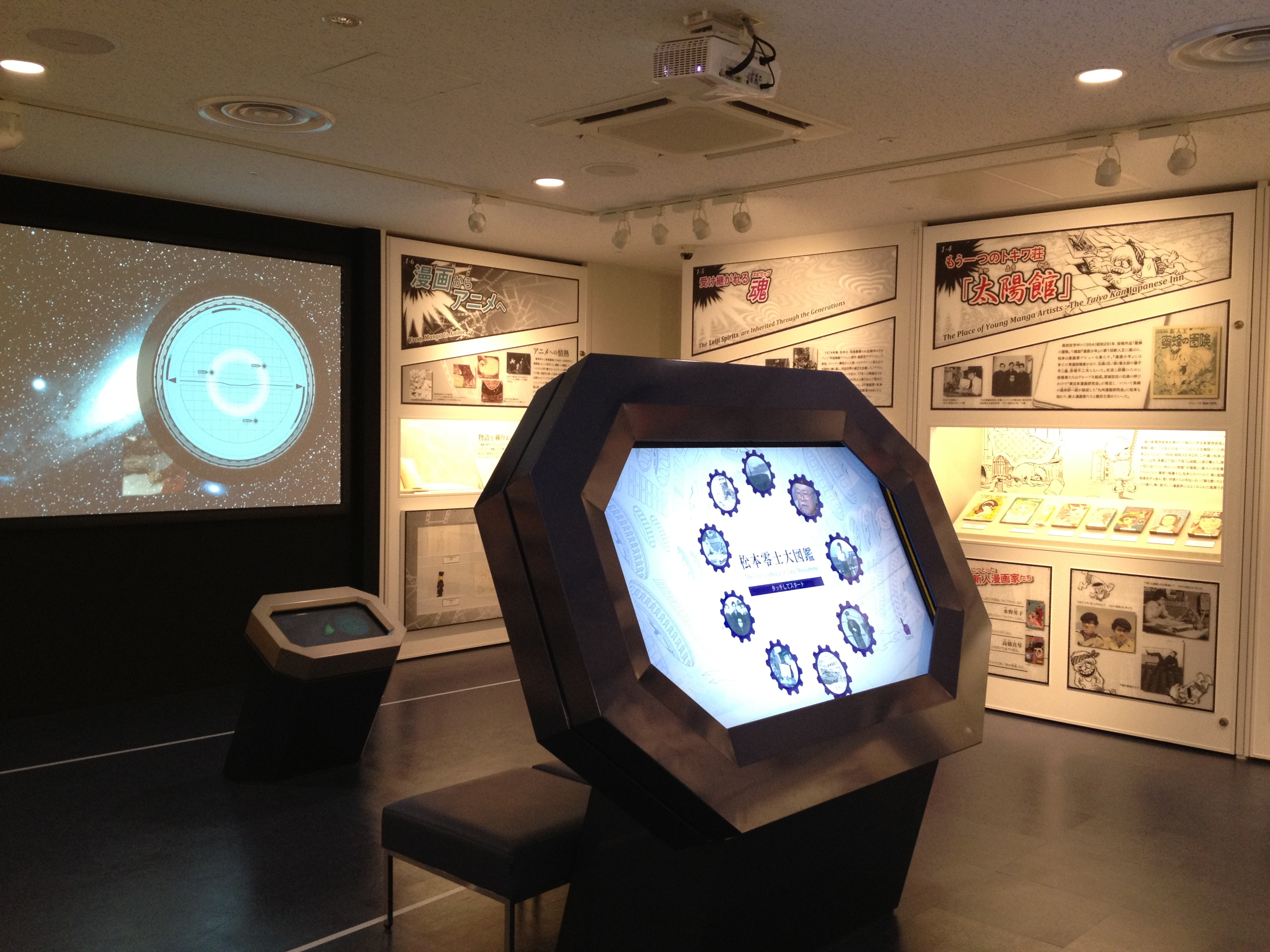
Espace dédié à Leiji Matsumoto
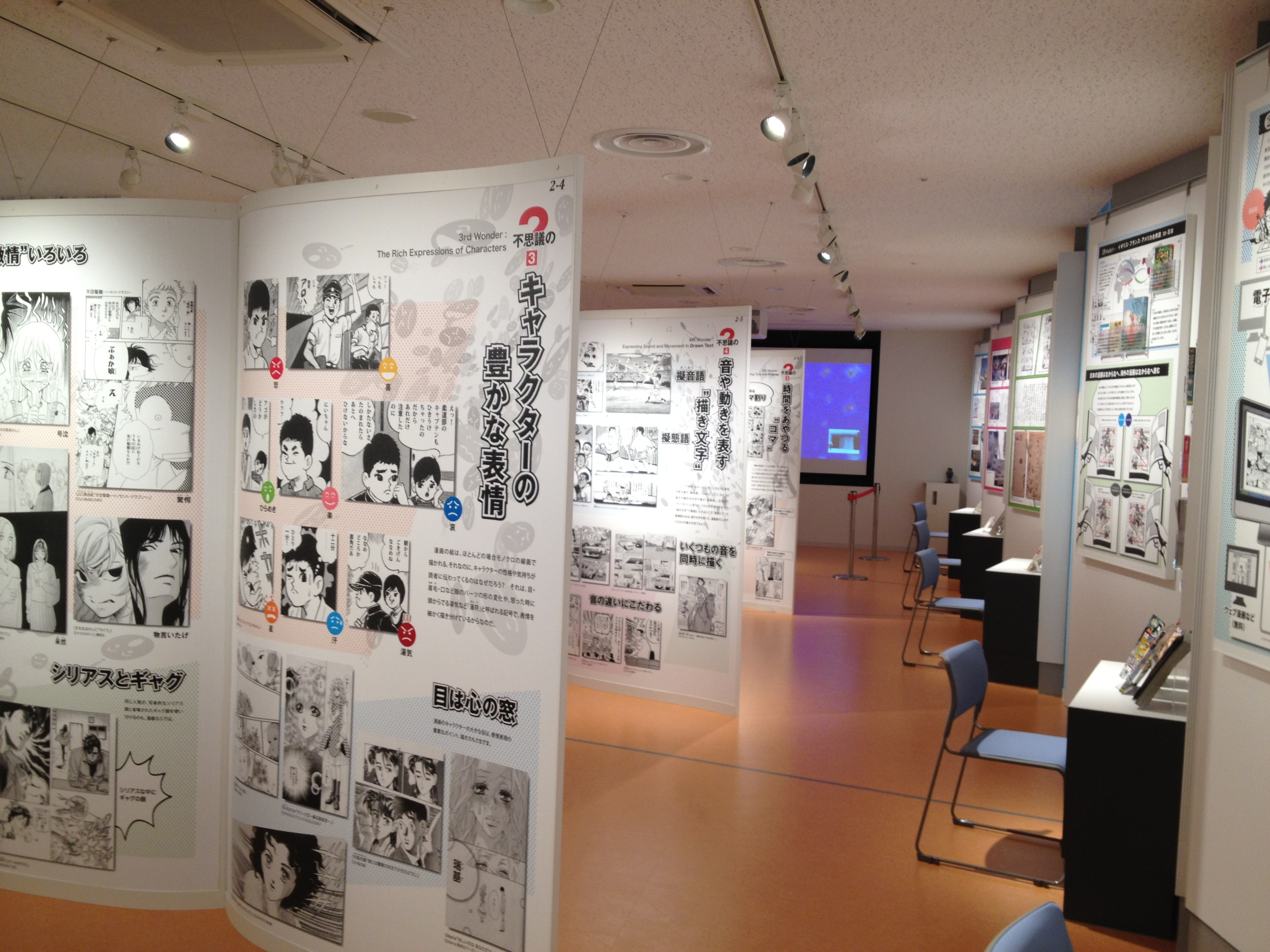
Les sept merveilles du manga
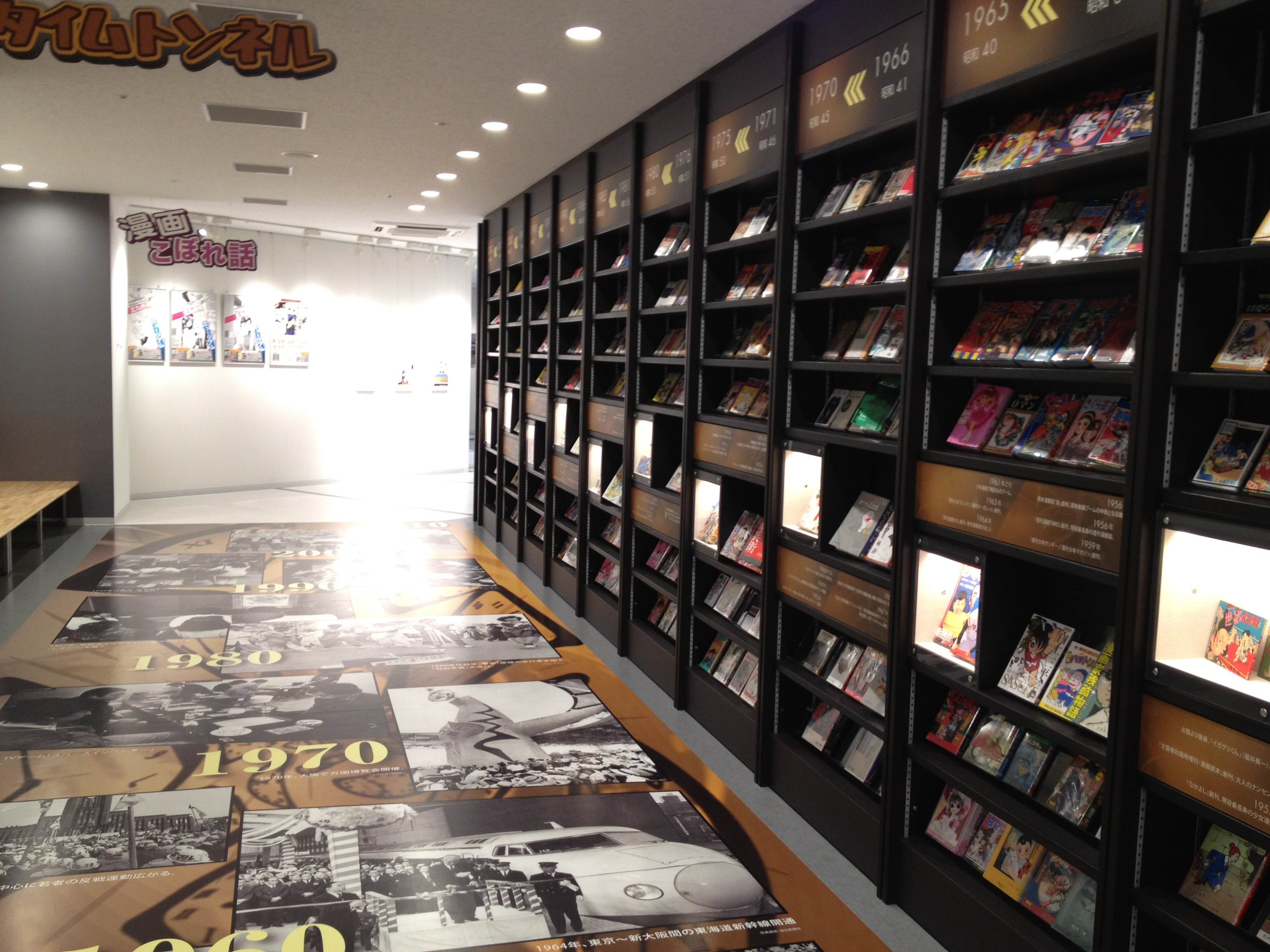
Manga Time Tunnel

## Accès
Le Kitakyushu Manga Museum est situé aux 5e et 6e étages du complexe AruAru City, à 5 minutes à pied de la gare de Kokura.
- Adresse : 2-14-5 Asano, Kokurakita-ku, Kitakyūshū-shi, Fukuoka-ken
- Horaires : Ouvert de 11h00 à 19h00 (fermé le mardi, sauf jours fériés)
- Tarifs : 480 ¥ pour les adultes, 240 ¥ pour les étudiants, gratuit pour les enfants de moins de 12 ans.